# Juan Modesto
Juan Guilloto León bekannt geworden als Juan Modesto (* 24. September 1906 in Cádiz; † 16. April 1969 in Prag) war ein spanischer General der Republik und führte im Spanischen Bürgerkrieg u. a. das bekannte Fünfte Regiment. 

## Leben
Modesto diente in der spanischen Armee in Nordafrika. 1930 trat er der Kommunistischen Partei Spaniens (PCE) bei. In der Folge erhielt er eine militärische Ausbildung in der Sowjetunion. Nach seiner Rückkehr nach Spanien leitete er zusammen mit Enrique Líster und Juan Fernández die Antifaschistischen Arbeiter- und Bauernmilizen (MAOC – Milicias Antifascistas Obreras y Campesinas). 

### Im Bürgerkrieg
Als im Juli 1936 der Spanische Bürgerkrieg ausbrach, befand sich Guilloto bereits unter seinem Pseudonym Juan Modesto in Madrid, wo er sich bereits auf den zu erwartenden Staatsstreich der Nationalisten vorbereitet hatte. Er kämpfte zunächst unter Enrique Castro Delgado beim Fünften Regiment (5º Regimiento de Milicias Populares) bei Cuartel de la Montaña, bei Somosierra und in der Sierra de Guadarrama. Ende August versuchte er in der Provinz Toledo, den Vormarsch der Truppen Francos auf Madrid aufzuhalten und zeichnete sich in der Schlacht bei Talavera de la Reina aus. Hervorzuheben sind seine geschickte Koordination zwischen den Milizen und regulären Einheiten bei Santa Olalla und Illescas. Im November 1936 war er eine der Schlüsselfiguren bei der Verteidigung von Madrid. Zunächst Bataillonsführer im Fünften Regiment, übernahm er im Oktober 1936 selbst die Führung dieser Einheit und bewährte sich im Januar 1937 in der Schlacht an der Carretera de la Coruña. 
Im Februar 1937 erhielt er von General Miaja das Kommando über die 4. Division und befehligte in der Schlacht am Jarama. Er wurde zum Oberst befördert und erhielt am 22. März 1937 das Kommando über das neu formierte V. Armeekorps, das aus der 11. und 46. Division unter den Offizieren Lister und El Campesino gebildet wurde. In der Schlacht von Brunete (Juli 1937), bei der seiner Front auch die 35. Division unter General Walter zugewiesen war, misslang der Versuch der Republikaner, die Straße in Richtung Extremadura unter Kontrolle zu bekommen. Im August 1937 wurde das V. Armeekorps nach Aragonien verlegt. Modestos Truppen sollten eine Gegenoffensive in Richtung auf Saragossa führen, wurden aber in der Schlacht von Belchite gestoppt und zurückgeworfen. Im Februar 1938 unterlagen die republikanischen Truppen in der entscheidenden Schlacht von Teruel, die Nationalisten legten nun vor den Frontabschnitten am Ebro und Guadalupe eine Pause ein, um sich für die Schlussoffensiven zu verstärken. 
Modesto wurde im Mai 1938 zum Kommandeur der Armeeabteilung am Ebro ernannt. Seine Heeresgruppe, die aus den V., XII. und XV. Armeekorps unter den Offizieren Lister, Vega und Tagüeña gebildet war, wurde in der Schlacht am Ebro (Juli–November 1938) schwer geschlagen. Ab Februar 1939 flüchteten die Reste der Ebro-Armee in den Norden Kataloniens, um über die Grenze nach Frankreich zu entkommen. Nach dem Verlust Kataloniens an die Nationalisten wurde Modesto durch den Ministerpräsidenten Juan Negrín am 2. März 1939 noch zum Befehlshaber der Zentralarmee ernannt. 
Nach dem Staatsstreich des Obersten Casado (5. März) flüchtete Modesto per Flugzeug aus Madrid, um in die Sowjetunion zu entkommen. Zusammen mit weiteren spanischen Kommandeuren wie Líster, González und Tagüeña lehrte er an der Militärakademie „M. W. Frunse“. Später emigrierte er nach Prag.

## Werke
- Soy del Quinto Regimiento: Notas de la Guerra Espanola, 1978.